# 日本語対応手話
日本語対応手話は、日本語に対応した手話。手話で日本語を正しく表現でき、手話が日本語の習得に役立つ。教科学習の場や公的機関や公的な場面において、今までの手話よりも豊富な語彙を持つことによって、伝達効果を高めることができる。

## 定義
日本語対応手話は、日本語を声に出して（または声を出さずに日本語の通りに口を動かして）しゃべりながら、しゃべっている日本語に合わせてその一部を手話の単語に置き換えていくものである。
日本手話の単語を借りて日本語の言語構造に合わせて表現するものであり、手指日本語と呼ばれ、日本語の一種と考えられている。ただし、手指日本語の厳密な定義については、下記「（2）ろう教育現場における同時法的手話を起源とする日本語対応手話」参照のこと。
点字が点というモードで日本語を表現したものと同じように、手指というモードで表現された日本語である。
末森(2017)は、日本手話という用語に見られる「手話」は個別言語としての狭義の手話、日本語対応手話という用語の「手話」は手指媒体を用いる意思疎通手段を意味する広義の「手話」を指しており、この「手話」という用語の多義性ゆえに、日本手話と日本語対応手話をめぐる議論が「不毛なものになっている(p. 260)」と指摘している。

## 使用状況
主に日本の難聴者や中途失聴者に使用される。聴者の手話学習者や日本の公立聾学校の教職員が日本語対応手話を使用する場合も多くみられる。
いわゆる手話スピーチコンテストで指定される「手話」や、聴者が音楽に合わせて手話の単語を表現しながら日本語で歌う手話歌の大半は、日本語対応手話である。
NHKEテレ「中途失聴者・難聴者のためのワンポイント手話」では、日本語対応手話が使用されている。ちなみに同局のNHKみんなの手話は、平成１８年度より日本手話を主とした扱う内容に一新されている（番組テキスト１８年度～１９年度「監修者あいさつ」）。
日本手話やアメリカ手話などの手話言語を第一言語とするろう者であっても、場面や相手に応じて日本手話や混成手話を使い分けるコードスイッチを用いることがアメリカと日本の研究で明らかになっている。
日本手話から手指日本語（日本語対応手話）のコード・スイッチが起きやすいのは、手話講習会や式典などの公的な場が多いが、相手が聴者とわかったとたんにコード・スイッチをする話者も多い。
日本手話と日本語対応手話（厳密な意味での手指日本語およびシムコム）の表現や文法が混在する手話は混成手話と呼ばれ、混在の程度は話者の個人差が激しい。

## 「日本語対応手話」に含まれるもの
日本語の文法がベースとなっている手指コミュニケーションすべてを指して「日本語対応手話」とする立場もあるが、下記のものをすべて「日本語対応手話」と分類することへの批判もある。
※下記の用語の使い方は論者によって少しずつ異なっており、同じタイプの手指コミュニケーション法に対して異なる用語が使われていることも多いため、注意が必要である。

### 手指日本語
厳密には、ろう教育現場に導入された同時法的手話（徹底的に日本語文に含まれるすべての語を手指で表す）を指すという立場もあるが、近年は一般的な意味での「日本語対応手話」の同義語として用いられることが多い。

### ピジン手話
手話単語を「日本語の語順（簡略化された日本語文法）にしたがって並べたもの。ろう者にとっては口話よりは理解でき、聴者にとっては日本語に近いので理解しやすい。
多くの手話講座において、聴者の手話講師が日本語での説明で使うのはピジン手話またはシムコム（下記参照）で、これらは通訳活動でも頻繁に使用される。
ピジン手話やシムコムが広まるにつれて「ピジン手話やシムコムが手話である」「手話は日本語の一種である」「手話には文法がない」という誤解が生まれた。

### シムコム(SimCom)
手話表現に音声を伴わせるもの。読話とピジン手話を組み合わせたもの。手話付き口話。
聴者からすると、ピジン手話の単語だけでは言い足りないところを読話で補え、聴覚障害者からすれば、口話だけではわからないところを手話単語で補って理解できる。
しかし「シムコム」は、日本手話を使うろう者の立場からは聴者の手話のシンボルとして、あるいはろう的手話を害する存在を指す用語として批判的に使われることが多い。

### 手話付きスピーチ
教員が声でしゃべる日本語の一部を手話の単語にして手を動かす「手話」、つまり「声でしゃべりながら手を動かす」コミュニケーション手段。シムコムと同じもの、

### 中間型手話
栃木県の同時法とあわせて導入された手話のタイプ（「日本語対応手話の発生の経緯（２）」を参照）。語順などの表現に関する規則は日本語のそれと同じだが、主に名詞や動詞といった自立語を手話で表し、助詞などの付属語を口形で表現する。論者によっては、シムコムまたは日本語対応手話とも呼ばれる。

### 方法的手話
1920~30年代に、口話教育推進者である東京聾唖学校長樋口長市が用いた表現。手話の日本語的使用であって手話ではないという（田門2012)の記述から、日本語対応手話を指すと思われる。

### 人為的手話
1920~30年代の（概念的抽象的事象を表すために作られ学ばれる手話）の３つの分類の一つ。東京聾唖学校関係者によって用いられた。樋口長市は、人為的手話は手話の特質が取り去られたものとしていることから、日本語対応手話を指すと考えられる。他の２つの分類は、慣習的手話（聾唖者の団体的生活を基礎として発達する手話。日本手話を指すと思われる。）および自然的手話（田門によると、ホームサインをさすもの）である。

## 日本語対応手話の発生の経緯
主に下記の２つの要因により発生したとされる。
（１）手話サークルなどでの、聴学習者の増加
（２）ろう教育現場における
同時法の導入

### （１）手話サークルなど、聴学習者コミュニティにおける日本語対応手話
１９６３年の初めての手話サークルとなる「みみずく」設立、１９７０年の手話奉仕員養成事業による手話講習会の広がりなどを通して聴者の学習者が増え、聴者が聴者に手話を教えるようになったことで手話の変容が起こり、ピジン手話と手話付き口話（シムコム）が発生した。１９６０年代半ばに主流化したと考えられている。
最初は手指日本語（日本語対応手話）で教えて、その後日本手話にシフトする方式をとる手話講座も存在するが、いったん手指日本語（日本語対応手話）を身に着けてしまうと日本手話へのシフトは難しいと言われる。

### （2）ろう教育現場における同時法的手話を起源とする日本語対応手話
１９６８年、栃木県立聾学校の田上隆司は同時法、つまり手話単語と指文字を用いて日本語を表示することを提案した。口話法主義下のろう学校における手話の禁止を問題と考え、日本語と手話という２つの言語に加えて、その中間的存在も認め、同時法的手話がその橋渡しになるという認識のもとに導入された。
（上記の通り、１９２０～３０年代にも方法的手話・人為的手話という用語が使われているが、ろう教育史の概論では、栃木県の同時法を日本語対応手話（に該当するもの）の起源として紹介するものが多く見受けられる）

◆伝統的手話：日本手話を指す。
◆同時法的手話（後の日本語対応手話、厳密な意味での手指日本語）：手指で日本語を表示する方法。指文字を用いてほぼ完全に日本語の音韻・助詞・助動詞・語尾変化を表示することを理想とする。手指日本語、手で表現した日本語）ということもある。
◆中間型手話：同時法的手話の省略形。同時法的手話の表現では時間がかかりすぎるために必要とされた。

日本語対応手話とは、同時法的手話の後続モデルとされ、語対応と指文字を使う音対応がある。指文字だけでは時間がかかりすぎるため、以下の２つの方法が考案された。
-  漢字対応：１つの漢字に１つの手話単語をあて、日本語の漢字をそのまま手指で表記するもの。音対応より表示のスピードは速くなるが、習得が難しく、使用者の負担が大きい。
-  指文字連続の省略。日本手話の語彙にも指文字を取り入れたものは見られるが、それは自由に考案できるものではなく、音韻的な制約を受ける。

日本語を手指的に表現しようとする工夫と努力は「新しい手話」とも呼ばれ、手話語彙の増加には寄与した。和製英語と同じく、聴者・日本語を第一言語とする難聴者・中途失聴者には利用しやすいが、日本手話を使用するろう者には困惑をもたらす存在になった。

## 社会的な位置づけと論争
１９９０年代の時点では、この日本語対応手話こそが「正しい」手話だと思われていた。日本語に近いため、日本手話より社会的に上位にあり「頭のよい人が使う」ことばとされていた。口話が上手で手話付き口話ができる人は、秀才と目されて高いステータスを得られた。
ところが、１９９５年に『現代思想』誌上で発表された「ろう文化宣言」（木村晴美・市田泰弘）では、「音声言語を話しながら手話の単語を並べる」方法は、「二つの言語を同時に話そうとする」「所詮無理な」「中途半端な」コミュニケーション法であると痛烈に批判し、ろう者を「日本手話という、日本語とは異なる言語を話す、言語的少数者である（８ページ）」と定義したうえで、日本手話と書記日本語のバイリンガル教育の重要性を論じた。
「ろう文化宣言のように文化言語モデルを強調し、日本手話とシムコムとに分類する考えは、新しいろうあ運動が今まで取ってきた「聴者との連帯」路線とその帰結としての「ろう者と聴者との共通語としての手話観」を真っ向から否定するものであった(p. 86)」。その結果「経済的不利を受けている聴者との連帯を重視しようとする考えと、ろう者の言語的独自性の方に重きを置こうとする考えとの間に激しい議論が起きるようになった（p. 112）」。

## ろう教育と日本語対応手話
同時法的手話（後の日本語対応手話）は人工的に考案された、手指で日本語を完全に表記するという矛盾に満ちた提案であり、手話には３つの種類があると誤解が広がることになったという批判がある。また、伝統的手話（日本手話）がろう者にとって大切なものと尊重しながらも教育の場では否定的に扱われ、同時法的手話（日本語対応手話）の必要性が強調されていることを問題視する立場もある。
日本語対応手話は、口話だけではなく、ろう児とコミュニケーションがとれるものは何でも導入しようというトータルコミュニケーション（TC)という概念のもとに導入されたケースも多くみられる。TCには、手話はもちろん、指文字や発音を口形と指で表すキュードスピーチ、身振り、ジェスチャーなども含まれる。TCにおける手話はあくまで口話法の補助的な役割を果たすものであった。TCは１９６０年代にアメリカで提唱され、２０年足らずで全米に広まった。しかし、１９８８年にアメリカ政府委員会の報告によるとその教育効果は口話法と変わらず、不十分な口話と不十分な手話から成る不十分なコミュニケーション手段でろう児を混乱させるだけであった。
上記のような問題点を踏まえて「日本手話を聾教育に用いるべきである」との主張がなされるようになったが、具体的な方針については、以下の２つの立場がある。
- 日本手話と日本語のバイリンガル教育を推進する立場（学校法人明晴学園や全国ろう児をもつ親の会）
- 日本で使用される手話の核となるのは日本手話であるが、それ以外の各種の手話を排除すべきではないという立場（全日本ろうあ連盟）[16]。

## その他
アメリカでは、アメリカ手話 (ASL) の表現を借りて、英語の語順と同じにした手話 en:Pidgin Signed English (PSE) がある。

## 注
1. ↑  ケムの手話探求ページ　伊藤政雄・竹村　茂著『世界の手話・入門編』(廣済堂出版・ケムの本のコーナー参照)付録「日本語対応手話とは」から採録。
2. 1 2 3 4 5  斉藤道雄 (2016). 手話を生きるー少数言語が多数派日本語と出会うところで. みすず書房
3. 1 2 3 4 5  松岡和美 (2015). 日本手話で学ぶ手話言語学の基礎. くろしお出版
4. 1 2 3 4 5 6 7 8 9 10 11 12  木村晴美 (2011). 日本手話と日本語対応手話（手指日本語）：間にある深い谷. 生活書院
5. ↑  末森明夫 (2017). 自然科学と聾唖史. 斉藤くるみ（編著）『手話による教養大学の挑戦』. ミネルヴァ書房. pp. 241-284.
6. ↑  Ceil Lucas and Clayton Valli (1989). “Language contact in the American deaf community”. The sociolinguistics of the Deaf community (Academic Press):  11-40..
7. 1 2 3  長南浩人 (2005). 手話の心理学入門. 東峰書房
8. 1 2 3 4 5 6 7 8 9 10 11 12  神田和幸（編著） (2009). 基礎から学ぶ手話学. 福村出版
9. 1 2 3  田門浩 (2014). “手話の復権”. 手話学研究 21:  81-96..
10. ↑  “みみずくとは”.   京都市手話学習会みみずく. ２０２０年５月２１日閲覧。
11. ↑  木村晴美・市田泰弘 (1995). “ろう文化宣言”. 現代思想 1995年3月号.
12. ↑  田門　浩 (2017). ろう者が自らの「市民性」を涵養する権利と「日本手話」による教養大学―法律学授業を題材とし. 斉藤くるみ（編著）『手話による教養大学の挑戦：ろう者が教え、ろう者が学ぶ』. ミネルヴァ書房. pp. 66-124
13. ↑  現代思想編集部, ed (2000). ろう文化. 青土社
14. ↑  金澤貴之 (2013). 手話の社会学―教育現場への手話導入における当事者性をめぐって. 生活書院
15. ↑  中島武史 (2018). ろう教育と「ことば」の社会言語学ーー手話・英語・日本語リテラシー. 生活書院
16. ↑  日本の聴覚障害教育構想プロジェクト委員会『最終報告書』全日本ろうあ連盟、2005年、9-10ページ